# Taiyubius purpureus
Taiyubius purpureus är en mångfotingart som först beskrevs av Chamberlin 1901.  Taiyubius purpureus ingår i släktet Taiyubius och familjen stenkrypare. Inga underarter finns listade i Catalogue of Life.